# Atlantis Paradise Island
Pour les articles homonymes, voir Atlantis.
 (mars 2023).
Atlantis Paradise Island est un gigantesque[non neutre] club de vacances composé principalement d'un parc aquatique, d'un immense casino (le plus grand des Caraïbes), un hôtel luxueux de 2 317 chambres, 11 piscines, 17 restaurants et snacks, une marina et un golf 18 trous.
Il se situe sur l'île de Paradise Island, aux Bahamas. Il fut construit par l'homme d'affaires Sol Kerzner et est actuellement[Quand ?] en cours d'agrandissement avec un nouveau bâtiment qui ne contiendra que des suites, des condominiums (appartements en copropriété) et de nouvelles attractions aquatiques.
L'hôtel est le plus haut bâtiment des Bahamas et, avec plus de 6 000 Bahaméens travaillant à son service, il est le second employeur du pays après l'État.
Compte tenu de l'extrême rentabilité[réf. nécessaire] de l'Atlantis Paradise Island, Sol Kerzner a ouvert une seconde version encore plus grande et plus luxueuse : l'hôtel Atlantis à Dubaï.

## Historique
Autrefois[Quand ?] le site était entre autres occupé par la résidence du milliardaire américain Huntington Hartford qui possédait l'intégralité de l'île depuis le début des années 1960 et lui a donné son nom actuel. Par la suite cette résidence devint un village du Club Med vendu en 2004 pour devenir The Reef Residences at Atlantis, un ensemble de résidences de luxe faisant partie du complexe Atlantis.